# Académie nationale des beaux-arts d'Argentine
 (juin 2023).
Si vous disposez d'ouvrages ou d'articles de référence ou si vous connaissez des sites web de qualité traitant du thème abordé ici, merci de compléter l'article en donnant les références utiles à sa vérifiabilité et en les liant à la section « Notes et références ».
L'Académie nationale de Beaux-Arts (Academia Nacional de Bellas Artes) a comme finalité de contribuer au développement des beaux-arts dans toutes ses branches : arts visuels, musique, architecture et urbanisme, histoire et critique d'art, et action culturelle.
L'Académie réalise des études et des recherches et divulgue ses résultats ; elle formule des plans d'action culturelle et conseille les gouvernements à divers niveaux ainsi qu'à des institutions culturelles publiques ou privées.
Elle a été créée à Buenos Aires (Argentine) par arrêté du 1er juillet 1936 avec un groupe d'intellectuels et de personnalités de la culture.

## Membres
L'Académie compte trente-cinq académiciens ainsi que des académiciens émérites, correspondants et délégués.
- Antonini, Antonio
- Armagni, Alda María
- Arrieta de Blaquier, Nelly
- Bellucci, Alberto Guillermo
- Blanco, Ricardo
- Burucúa, José Emilio
- Corcuera, Ruth
- Corrado, Omar
- Correa Morales, Lía
- Cutuli, Gracia
- Díaz, Alberto Bastón
- Gamarra, Jorge
- Giménez, Edgardo
- Gutiérrez, Ramón
- Lambertini, Marta
- Malosetti Costa, Laura
- Marín, Matilde
- Medici, Eduardo
- Mucillo, Luis
- Oliveras, Elena
- Perazzo, Nelly
- Priamo, Luis
- Ravera, Rosa María
- Roux, Guillermo
- Scarabino, Guillermo
- Sessa, Aldo
- Solsona, Justo Jorge
- Suárez Urtubey, Pola
- Tapia, Jorge
- Taquini, Graciela
- Taverna Irigoyen, Jorge M.
- Travnik, Juan
- Viera, Julio Martín

## Anciens académiciens
Parmi les académiciens morts figurent : 
des architectes
Mario Roberto Álvarez, Mario Buschiazzo, Alejandro Bustillo, Raúl Schurjin, Charles Le Corbusier, Oscar Niemeyer, Martín Noel, Clorindo Testa, Marina Waisman et Amancio Williams ; 
des peintres
Héctor Basaldúa, Antonio Berni, Guillermo Butler, Horace Butler, Juan Carlos Castagnino, Pie Collivadino, Carlos de la Cárcova, Emilio Pettoruti, Diego Rivera, Luis Seoane, Rufino Tamayo, Jorge Soto Acebal, Nicolás García Uriburu et Lin Spilimbergo ; 
des musiciens
Juan José Castro, Gerardo Gandini, Alberto Ginastera, Carlos López Buchardo, Federico Moreno Torroba, Héctor Panizza, Domingo Santa Cruz Wilson, Valdo Sciammarella, Heitor Villa-Lobos et Alberto Williams ;   
des écrivains
Enrique Larreta, André Malraux, Manuel Mujica Láinez et José León Pagano ; 
des critiques d'art
Cayetano Córdova Iturburu, Jorge D'Urbano, Osvaldo Svanascini et Guillermo Whitelow ; 
des philosophes
Benedetto Croce ; 
des historiens de l'art
Bonifacio del Carril, Francisco d'Aparicio ; 
des sculpteurs
Carlos de la Mota, José Fioravanti, Rogelio Yrurtia et José Luis Zorrilla de San Martín ;  
des scénographes
Raúl Soldi.